# Pruitt-Igoe

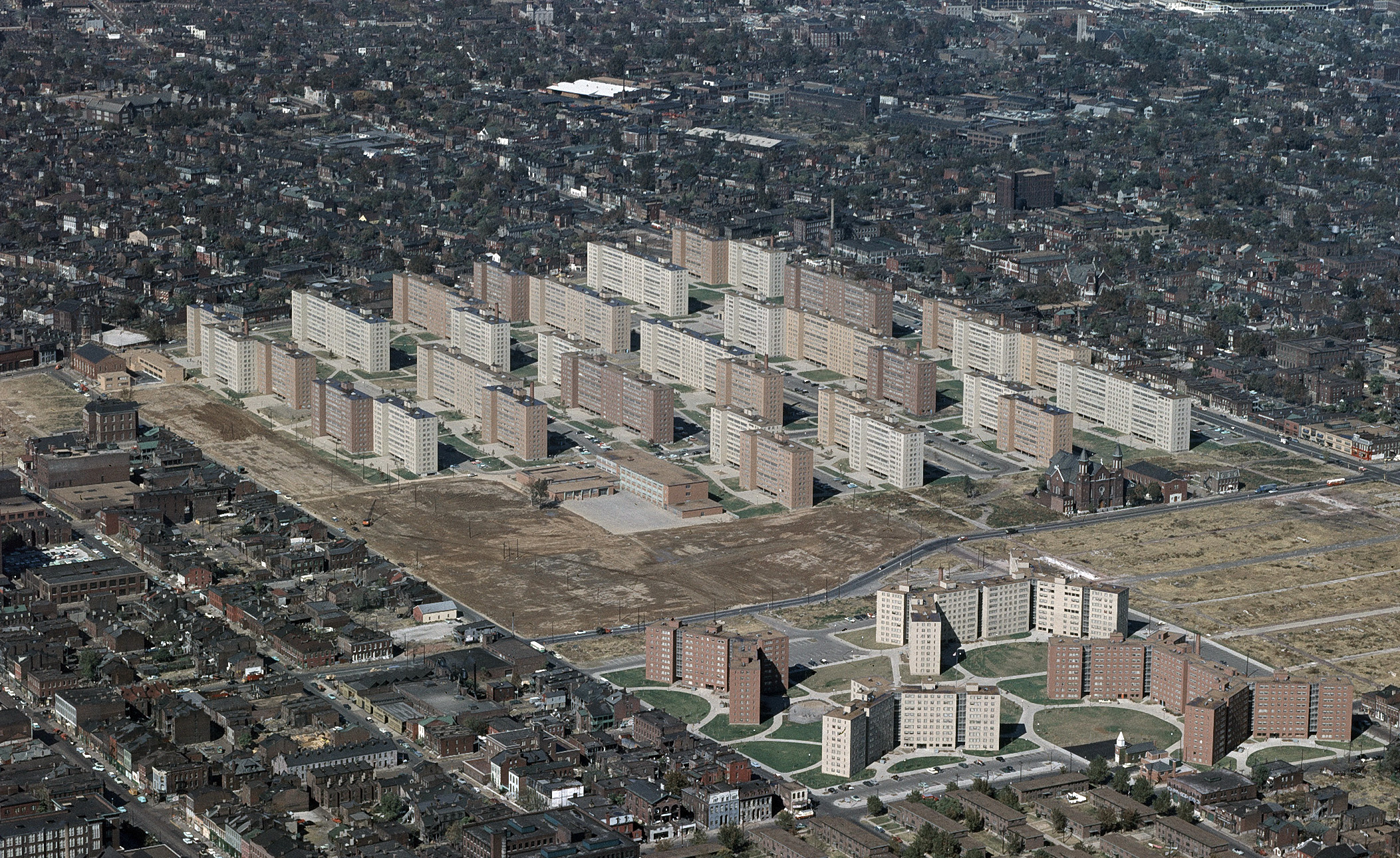
Il complesso Pruitt-Igoe fotografato nel 1969

Il Pruitt-Igoe è stato un grande progetto urbanistico di edilizia residenziale, realizzato tra il 1954 e il 1955 nella città statunitense di Saint Louis, Missouri. L'autore fu l'architetto Minoru Yamasaki, progettista anche delle torri del World Trade Center di New York.

## La demolizione
Nel periodo immediatamente successivo alla costruzione, le condizioni di vita all'interno del complesso Pruitt-Igoe cominciarono lentamente a decadere, e già nel 1960 la zona versava in condizioni di estrema povertà. Gli alti tassi di criminalità e il degrado del quartiere suscitarono un'intensa reazione da parte dei media internazionali. Alle tre del pomeriggio del 15 luglio 1972, meno di 20 anni dopo la sua costruzione, il primo dei 33 giganteschi edifici venne demolito dal governo federale. Gli altri 32 rimanenti vennero demoliti nei due anni seguenti.
Le dimensioni del fallimento di Pruitt-Igoe ha provocato un intenso dibattito sulle politiche di edilizia residenziale pubblica, diventando un punto di riferimento per la teoria architettonica e urbanistica. Quella del Pruitt-Igoe è stata una delle prime demolizioni di edifici di architettura moderna ed è stata definita dal teorico e storico dell'architettura Charles Jencks come «il giorno in cui l'architettura moderna è morta».

## Impatto culturale
Il materiale registrato della demolizione del Pruitt-Igoe, con commento musicale di Philip Glass, è stato inserito nel film Koyaanisqatsi di Godfrey Reggio.